# أرون دنيس
أرون دنيس (بالإنجليزية: Aaron Dennis)‏ (24 فبراير 1993 بإلمونت في الولايات المتحدة - ) هو لاعب كرة قدم أمريكي في مركز الهجوم. لعب مع فينيكس راسينغ وMiami FC ‏ وOcean City Nor'easters ‏ وLong Island Rough Riders ‏.

## وصلات خارجية
- أرون دنيس على موقع قاعدة بيانات كرة القدم.إي يو (الإنجليزية)
- أرون دنيس على موقع ناشيونال فوتبول تيمز (الإنجليزية)
- أرون دنيس على موقع Soccerway.com (الإنجليزية)